# Svobodné Heřmanice
Svobodné Heřmanice település Csehországban, a Bruntáli járásban. Svobodné Heřmanice Velké Heraltice, Jakartovice, Bratříkovice, Horní Životice és Staré Heřminovy településekkel határos. Lakosainak száma 558 fő (2024. január 1.).

## Népesség
A település lakosságának változását az alábbi diagram mutatja:
| Lakosok száma | 975  | 1018 | 875  | 500  | 433  | 527  | 519  | 543  | 507  | 558  |
|               | 1869 | 1900 | 1921 | 1961 | 1980 | 2011 | 2016 | 2019 | 2021 | 2024 |